# ゲラン四糖不飽和グルクロニルヒドロラーゼ
ゲラン四糖不飽和グルクロニルヒドロラーゼ(Gellan tetrasaccharide unsaturated glucuronyl hydrolase、EC 3.2.1.179)は、以下の化学反応を触媒する酵素である。
β-D-4-デオキシ-デルタ4-GlcAp-(1->4)-β-D-Glcp-(1->4)-α-L-Rhap-(1->3)-β-D-Glcp + 水 {\displaystyle \rightleftharpoons } 5-デヒドロ-4-デオキシ-D-グルクロン酸 + β-D-Glcp-(1->4)-α-L-Rhap-(1->3)-β-D-Glcp
この酵素は、ポリサッカライドリアーゼから生成されるオリゴ糖から、4-デオキシ-4(5)-不飽和 D-グルクロン酸を遊離させる。
系統名は、β-D-4-デオキシ-デルタ4-GlcAp-(1->4)-β-D-Glcp-(1->4)-α-L-Rhap-(1->3)-β-D-Glcp β-D-4-デオキシ-デルタ4-GlcApヒドロラーゼ(β-D-4-deoxy-Delta4-GlcAp-(1->4)-β-D-Glcp-(1->4)-alpha-L-Rhap-(1->3)-β-D-Glcp β-D-4-deoxy-Delta4-GlcAp hydrolase)である。